# Ángel Sánchez Rebollido
Ángel Lorenzo Sánchez Rebollido (Cambados, provincia de Pontevedra, 12 de abril de 1993) es un ciclista español, miembro del equipo Tavfer-Ovos Matinados-Mortágua.
El 24 de octubre de 2015 fue atropellado por un automóvil causándole diversas contusiones y heridas en la rodilla.

## Palmarés
- Todavía no ha conseguido ninguna victoria como profesional.